# Smldník bahenní

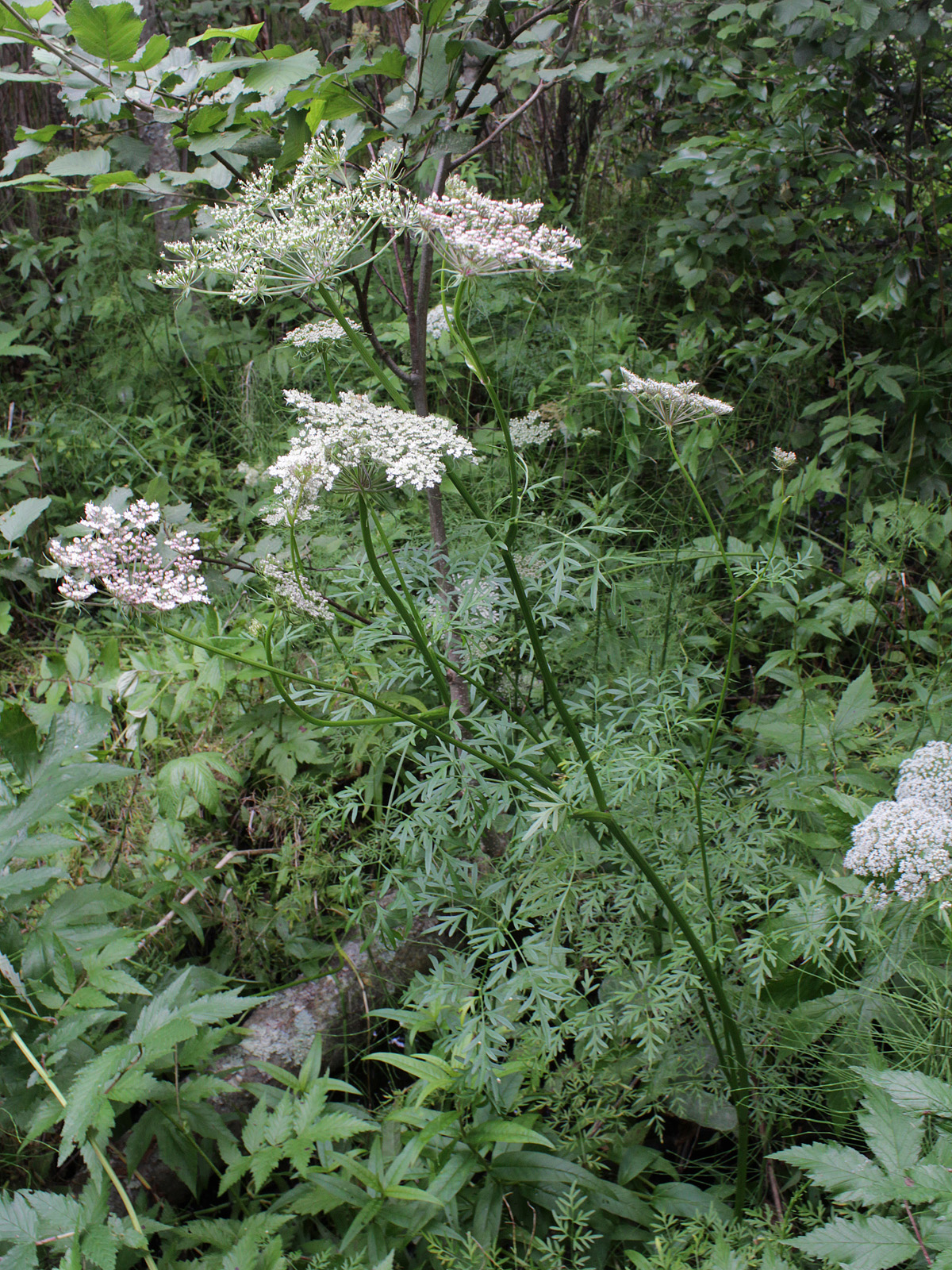
Kvetoucí smldník bahenní

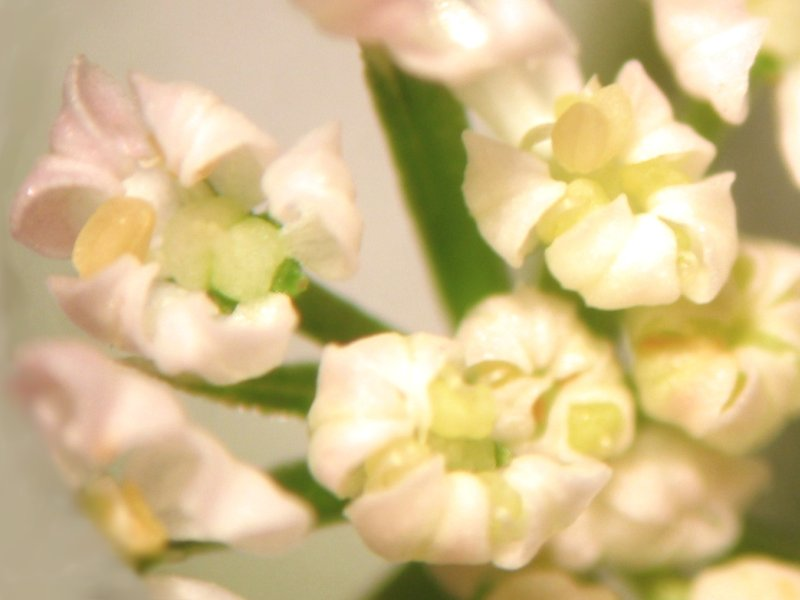
Otvírající se květy

Smldník bahenní (Peucedanum palustre) je průměrně metr vysoká bylina z čeledi miříkovitých, rostoucí na vlhkých až mokrých půdách. V české přírodě je původním druhem a poměrně hojně se vyskytující rostlinou. Je však bez ekonomického významu a vzhledem k výskytu na zemědělsky nevyužívaných plochách není hodnocen ani jako plevel. Někdy je pod vědeckým jménem „olešníkovec bahenní“ (Thysselinum palustre) vydělován do rodu „olešníkovec“ (Thysselinum).

## Rozšíření
Roste téměř v celé Evropě, na jihu je rozšířen jen po sever Apeninského a Balkánského poloostrova. Na východě v Rusku roste až za Uralem v západní Sibiři. V České republice se vyskytuje po velké části území, lokálně bývá hojný, místy zcela chybí. Hojnějším druhem je ve středních Čechách v okolí Pardubic, Hradce Králové a Týniště nad Orlicí a na západě v okolí Doks, České Lípy, Chebu, Třeboně, Českých Budějovic a Žďáru nad Sázavou. Na Moravě je častější jen poblíž řeky Moravy mezi Zábřehem na Moravě a Olomoucí, v okolí Bzence, Hodonína a na úpatí Beskyd. Nachází se od planárního po submontánní stupeň, nejvyšší jeho výskyt je znám ve Českých Žlebech v okrese Prachatice v 900 m n. m.

## Ekologie
Vlhkomilná bylina rostoucí na vlhkých nebo rašelinných loukách a mokřadních porostech vrbin, olšin a vysokých ostřic, roste i na místech mírně zasolených. Vyskytuje se v půdách na živiny poměrně chudých, které bývají sezónně zaplavované vodou. Je rostlinou monokarpickou, která po vykvetení obvykle usychá, což se obvykle stane za dvě vegetační sezony, prospívá ji slunné místo. Pokud roste na stanovišti zastíněném nebo na živiny velmi chudém, obvykle je do doby načerpání živin po několik let sterilní, nekvete, chová se tam jako rostlina krátce vytrvalá.
Na jednotlivých místech bývá, co se týče mohutnosti, rýhovaní lodyh, velikosti listů a šíře jejich úkrojků, poměrně variabilní. Kontakt s kůží může u citlivých lidé způsobit alergickou reakci nebo fotocitlivost pokožky. Kvete od června do srpna. Ploidie u smldníku bahenního je 2n = 22.

## Popis
Dvouletá až krátce víceletá bylina mívá nejčastěji jedinou lodyhou vysokou 50 až 120 cm. Vyrůstá z oddenku, který je vně světle hnědý a uvnitř bělavý, nemá čupřinu listů a někdy se větví. Lodyha je přímá, jednoduchá nebo v horní části odstále rozvětvená, uvnitř je dutá ale pevná, na bázi je červenofialová, celá je svisle rýhovaná a střídavě porostlá trávově zelenými listy. Má vyvinuté mléčnice a při poranění roní bílý, lepkavý latex. Spodních listů bývá jeden až pět, lodyžních dva až pět. Spodní listy jsou velké a řapíkaté, horní menší a přisedlé s ouškatými, blanitými pochvami. Čepele listů jsou v obryse trojúhelníkovité, dvakrát až třikrát zpeřené, jejich lístky jsou ve svém tvaru proměnlivé, nejčastěji vejčité, peřenosečné a koncové úkrojky bývají čárkovité až podlouhlé, tupé či špičaté.
Na vrcholu lodyhy vyrůstají bílé květy ve velkém, lehce vyklenutém okolíku širokém od 7 do 14 cm a vysokém od 3 do 4 cm. Okolík bývá složený z dvaceti až třiceti okolíčků a z nich každý mívá dvacet až čtyřicet květů. Četné listeny mohutného obalu jsou kopinaté, po obvodě blanité a konce mají nazpět obrácené, početné listeny obalíčků jsou úzce kopinaté a podobně dlouhé jako okolíčky. Drobné, oboupohlavné, pětičetné květy mají kalich tvořený pěti širokými cípy na konci vykrojenými. Korunu širokou asi 5 mm tvoří pět bílých, přibližně 1 mm dlouhých obsrdčitých lístků. V květu je pět tyčinek s prašníky, ze dvou plodolistů vzniklý semeník a čnělka s hlavatou bliznou. Květy jsou opylovány včelami nebo mouchami.
Plody jsou hnědé, čočkovité dvounažky asi 5 mm dlouhé a 4 mm široké. Rozpadají se ve dvě křídlatá merikarpia, (semena), která mají tři marginální, křídlovitě rozšířená žebra. Část buněk v jejích oplodí je naplněno vzduchem a proto se merikarpia dobře plavou a šíří hlavně vodou.

## Možnost záměny
Smldník bahenní lze zaměnit s některými jinými, zdánlivě podobnými druhy obývajícími stejná stanoviště. Jsou to např. smldník olešníkovitý (Peucedanum oreoselinum), který má lodyhu plnou a z vrcholu oddenku mu roste trs nerozložených listů, nebo smldník kmínolistý (Peucedanum carvifolia), který má listy jen jednou zpeřené, nebo hladýš pruský (Laserpitium prutenicum), jenž má lodyhu alespoň z části drsně pýřitou, nebo koromáč olešníkový (Silaum silaus) a olešník kmínolistý, které ale nemají vyvinutý obal.